# نادي دينامو أوراشول ستالين
نادي دينامو أوراشول ستالين (بالإنجليزية: Unirea Tricolor Bucureşti)‏ نادي كرة قدم روماني . تم تأسيس النادي في سنة 1926 وتم حله في سنة 1958 .